# 小谷村郷土館
小谷村郷土館（おたりむらきょうどかん）は、長野県北安曇郡小谷村に所在する郷土博物館である。

## 歴史

### 村役場時代
明治時代初期、後に小谷村郷土館となる建物は北安曇郡千国村に民家として建てられた。屋根は茅葺であり、構造は入母屋造である。1889年（明治22年）に町村制が施行され、千国村と中小谷村が合併して南小谷村が発足すると、南小谷村役場に転用された。1958年（昭和33年）には小谷村が発足して小谷村役場となり、1971年（昭和46年）まで村役場として使用された。

### 小谷村郷土館
1974年（昭和49年）3月25日に修築が竣工し、同年6月に小谷村郷土館として一般公開が開始された。
1998年（平成10年）6月15日に改修工事完了の儀式「ふきごもり」が行われ、1999年（平成11年）8月1日にリニューアル開館した。
2017年（平成29年）12月、茅葺屋根の全面葺き替えが完成した。白馬乗鞍温泉スキー場にある牧の入り茅場の茅を3年がかりで集め、株式会社小谷屋根によって葺き替えが行われた。

## 展示

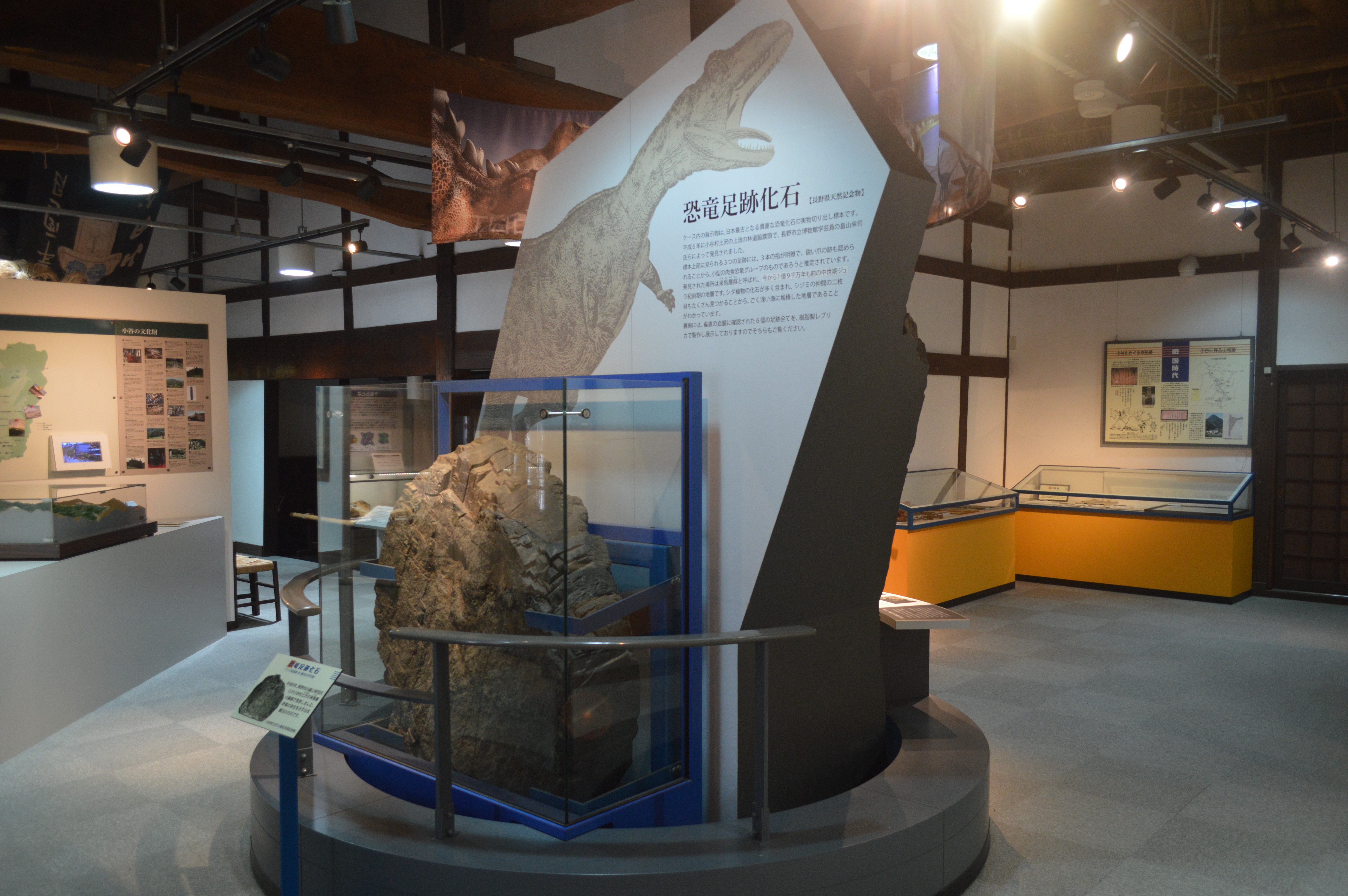
恐竜の足跡化石

恐竜の足跡化石（長野県天然記念物）をメインに小谷の自然、歴史、民俗資料を展示している。八十二文化財団の提携文化施設でもある。
小谷村郷土館の敷地内には石碑「藤原金重翁之碑」と石碑「田原勇翁之碑」がある。藤原金重翁之碑は1942年（昭和17年）5月に小谷醸友会によって建立されたものであり、田原勇翁之碑は1949年（昭和24年）4月29日に小谷醸友会と有志一同によって建立されたものである。藤原金重は小谷醸友会第2代会長であり、田原勇は小谷醸友会第3代会長である。小谷杜氏と呼ばれる杜氏の職人集団が全国各地で酒造りを行っている。

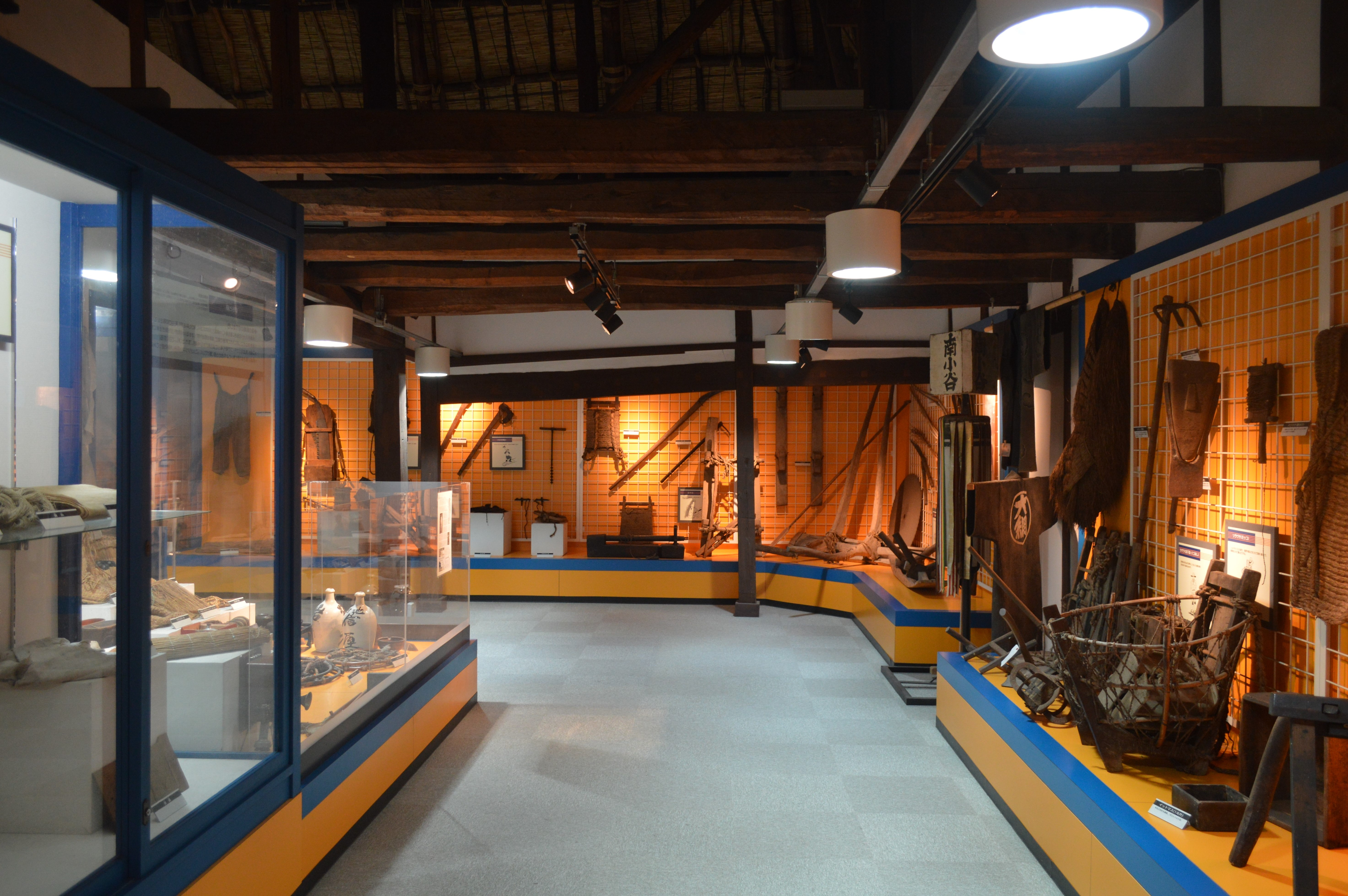
展示
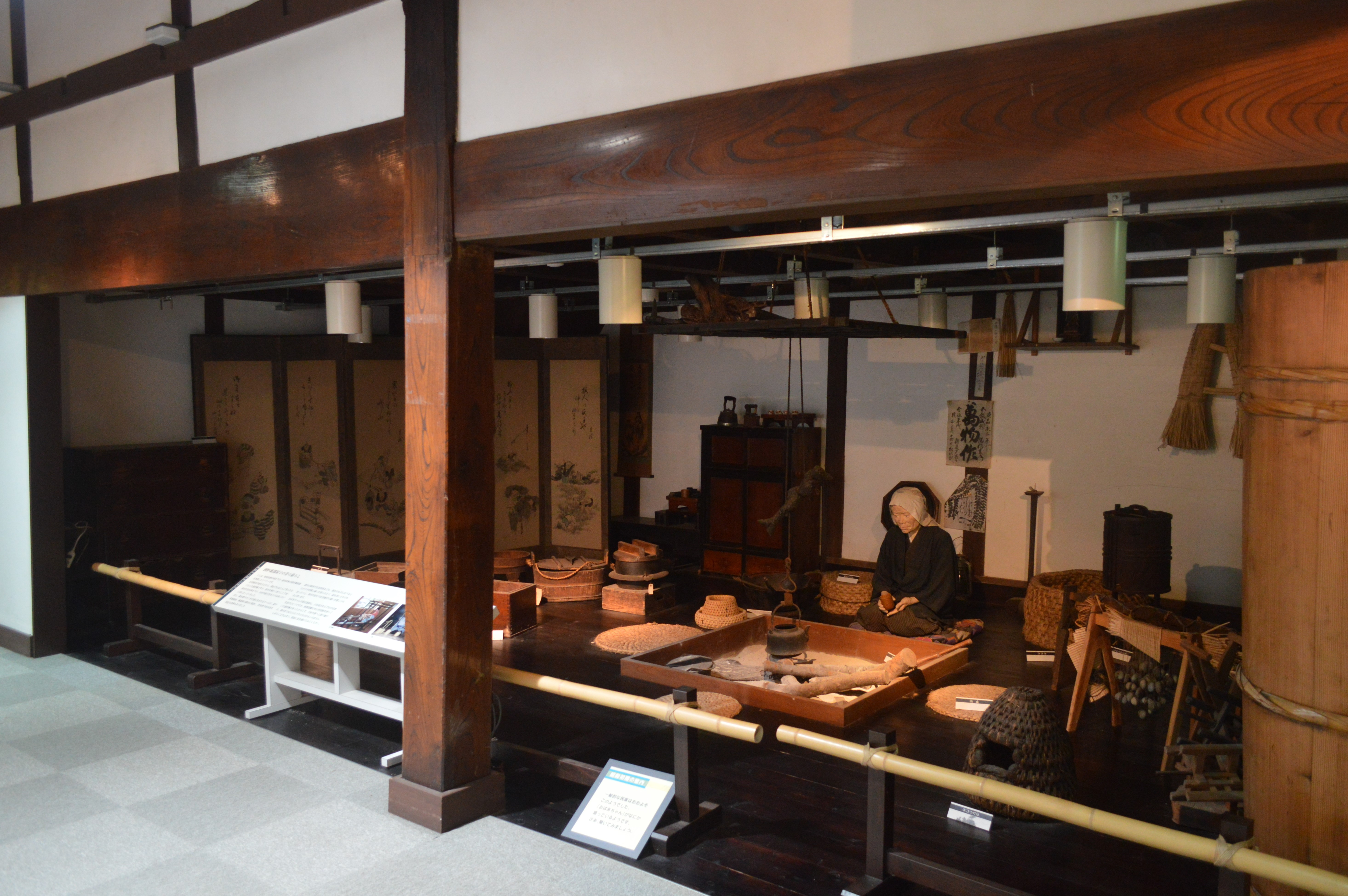
展示
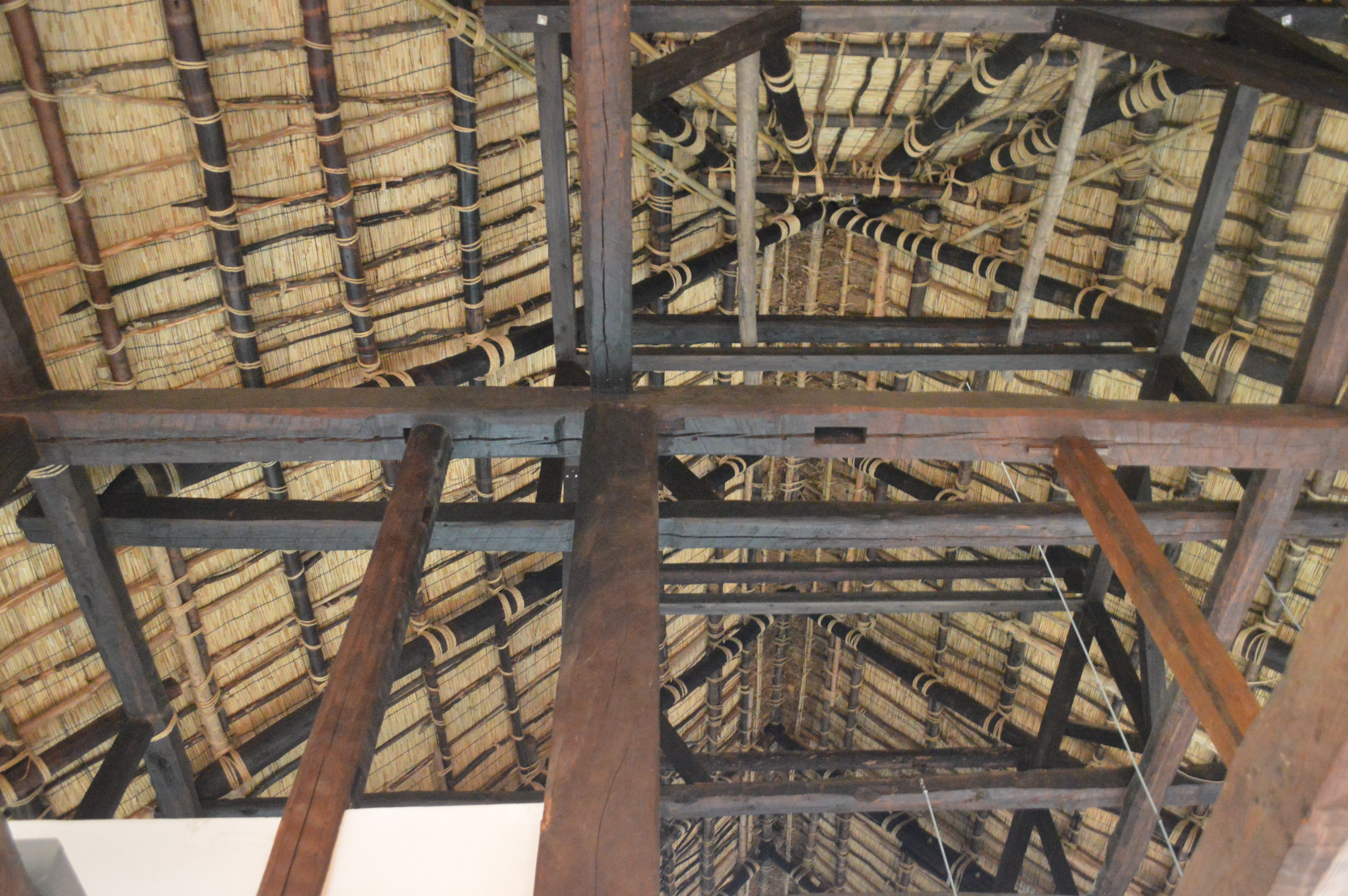
木組み
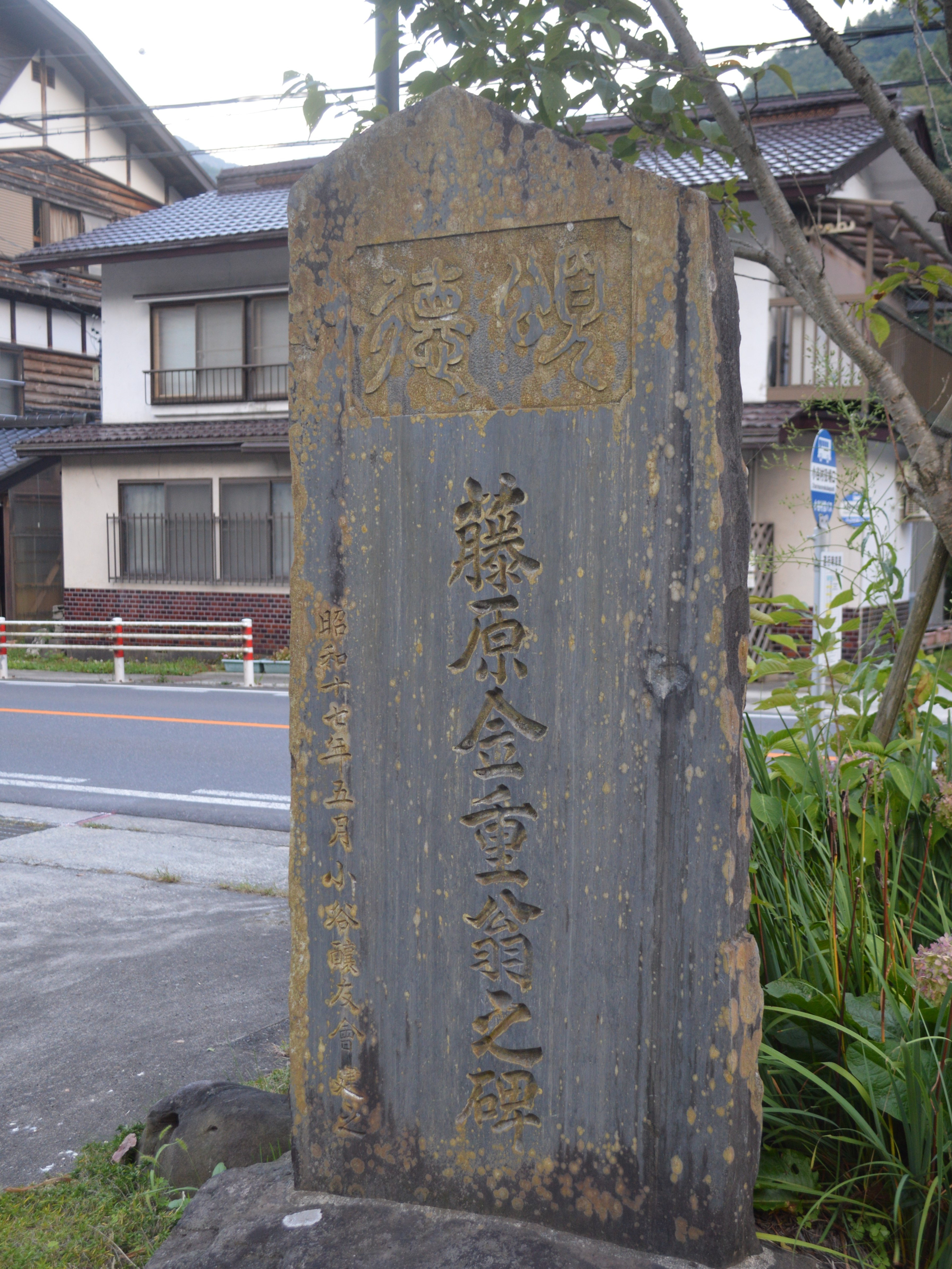
藤原金重翁之碑
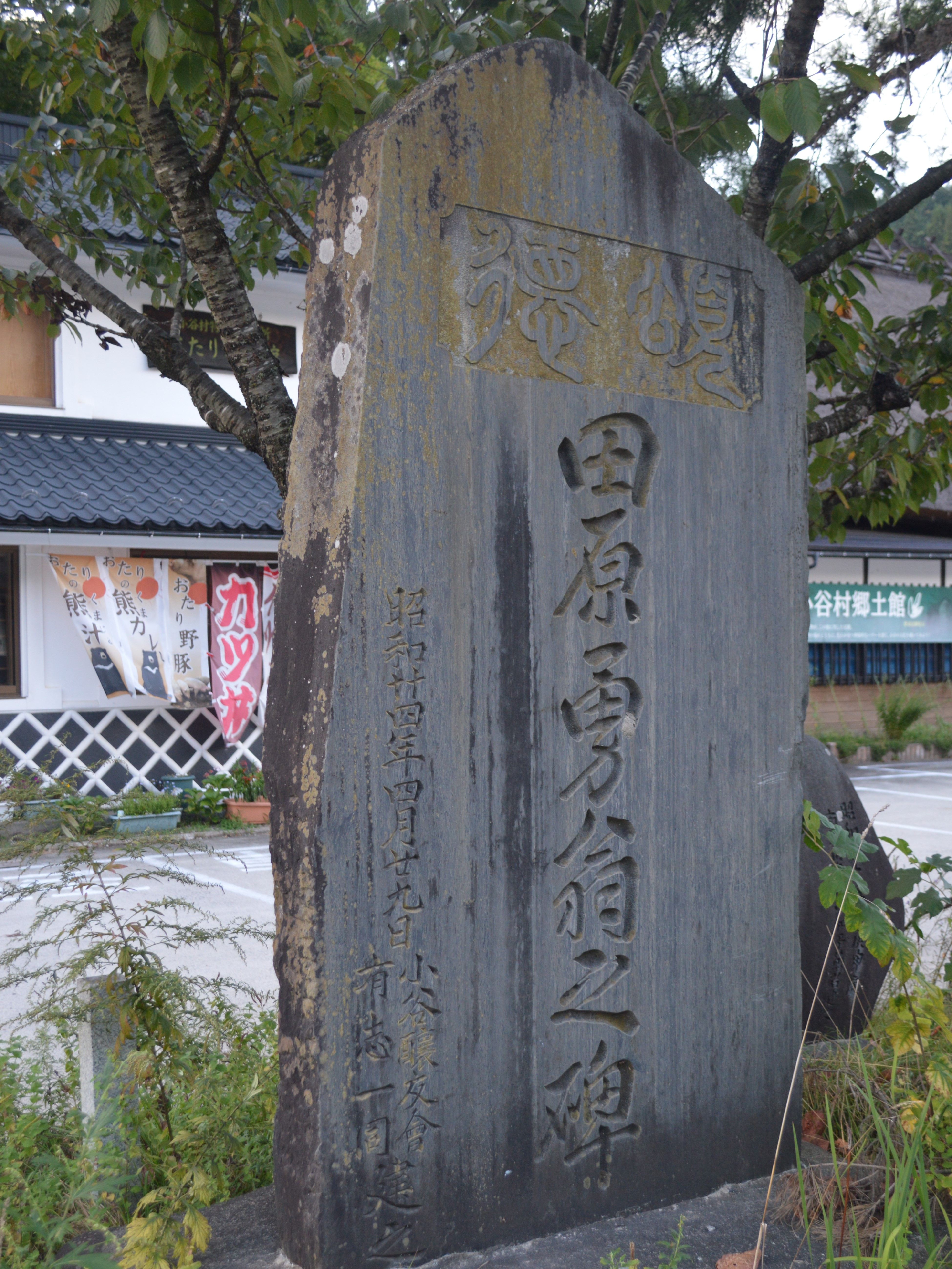
田原勇翁之碑

## 利用案内
- 建物概要：木造、延床面積452m2[8]。
- 開館時間：9時 - 16時30分（入館は16時15分まで）[6]。
- 休館日：火曜日（祝日の場合は翌日）、冬期（11月下旬～4月中旬）、変更の場合あり[6]。
- 入館料：一般300円、中学生以下無料、障害者100円、15人以上団体割引あり（一般240円）[6]。
- 駐車場：普通車10台分[6]。

## 交通アクセス
- JR西日本大糸線南小谷駅から徒歩5分
- 長野自動車道安曇野ICから車で90分
- 北陸自動車道糸魚川ICから車で50分